# 雲麓站
雲麓站，位于中国广东省广州市，是广深铁路上已撤销的铁路车站。

## 历史

### 云永联络线
从1910年代开始的很长一段时间里，广州的粤汉、广三和广九三大铁路干线均为独立经营，互不相属，路轨亦不联通。1938年，当局修建了石牌站和西联站间的广北联络线，使得粤汉铁路和广九铁路可在石牌站相连。抗日战争结束后，为配合粤汉区铁路管理局对各线路的全面管理，1947年在广北联络线至天河站区间和广九铁路天河至大沙头区间，再修建了“云永联络线”，使得粤汉铁路列车可在大沙头站始发终到，大沙头站亦更名为广州东站。云麓线路所便是云永联络线与广北联络线之间新设的线路所:68。
为配合城市规划，大沙头站至天河、云麓、永村的轨道在1970年代后被陆续拆除:63。云永联络线随后于1984年11月被正式撤销。

### 东站货场
1954年，应军方请求，广州铁路管理局在云麓线路所附近修建了天河军用站，并在次年正式启用，成为全路首个唯一供军事需要的车站。1980年代建设京广铁路衡广复线时配套实施广州铁路枢纽工程，当中在新建设的江村编组站下行到达场设置了军供站；同时配合改革开放后地方经济发展需要，天河军用站被取消，改作天河站（现广州东站）的货场（又名沙河货场）使用，并增设一条股道:253。
2009年5月1日，云麓站在铁路系统中撤销。铁路货场部分继续由广州东站管理，直至广州东站于2021年7月停止办理货运业务。